# Valheim
Valheim est un jeu vidéo bac à sable de survie en monde ouvert développé par le studio suédois Iron Gate, édité par Coffee Stain Publishing sorti en accès anticipé le 2 février 2021 sur Windows et Linux via Steam, et sur Xbox One et Xbox Series au printemps 2023.
Le joueur incarne un Viking tombé au combat à Valheim, dixième monde fictif de la mythologie nordique où il doit fabriquer des outils, construire des abris et combattre des ennemis pour survivre. L'histoire veut que le joueur prouve sa valeur aux dieux en survivant face à la faune rude aux côtés de laquelle il évolue. Des stèles à travers le monde témoignent du récit de vikings auparavant déchus. Le but du joueur est de vaincre les ennemis d'Odin pour accéder au Valhalla.
Le jeu a été un succès inattendu : créé par un studio indépendant de cinq personnes, il s'était vendu quelques jours après sa sortie à un million d'exemplaires, devenant le quatrième jeu le plus joué et le jeu le plus vendu sur Steam pour dépasser les 10 millions d’exemplaires en juin 2022.

## Système de jeu

### Bac à sable

#### L'environnement
La principale caractéristique du jeu est son environnement entièrement transformable et une granularité plus fine que les jeux du même genre, à la différence de la technique du voxel bien plus répandue, à l'instar des jeux Teardown ou Minetest
Des portions de terrain peuvent être enlevées ou rajoutées dans la limite de 16 niveaux vers le bas et 16 niveaux vers le haut (la mer est au niveau zéro), permettant la création de plateaux, ravins, rivières ou collines.

#### Les constructions
Une gestion de la physique s'applique aux supports de construction tels que les murs et pylônes. En effet, ces matériaux disposent d'une composante de solidité selon leur composition (bois, pierre, fer...) et ne peuvent dépendamment ainsi supporter qu'une certaine hauteur maximale.

### Mécaniques
Le style de Valheim emprunte à de nombreux genres du jeu vidéo. Le cœur du jeu repose sur sa progression inspirée du modèle RPG. Chaque joueur dispose d'un arbre de progression composé de plusieurs compétences. L'importance de la survie, de la construction, des combats JcE et de sa caméra en vue troisième personne s'apparentent aux jeux à succès The Forest et Rust. Le jeu dispose notamment d'un mode JcJ coopératif multijoueur pouvant accueillir jusqu'à 10 joueurs.
De nombreux systèmes donnent vie au monde dans lequel le joueur évolue, parmi entre autres : la chasse, la pêche, le combat, l'agriculture, le minage, la coupe de bois, ou la construction.

#### Artisanat
La découverte de nouveaux matériaux permet au joueur de débloquer de nouvelles possibilités d'évolution. Ces matériaux peuvent être trouvables naturellement dans le monde ou bien être transformés avec des outils. La manipulation de matériaux est régie par un système d'artisanat semblable à celui du jeu vidéo Minecraft. Les artisanats sont débloqués par l'obtention de matériaux permettant d'en faire l'usage.

#### Monde
Le monde est généré de manière procédurale lors de sa création. Celui-ci est séparé en zones appelées biomes. Ces biomes possèdent chacun leurs caractéristiques comme le type de créatures qui peuvent y apparaître ainsi que les matériaux que le joueur peut y trouver. De nombreux artisanats permettent de le traverser plus facilement tels que le radeau et le téléporteur.
De nombreuses stèles à l'écriture rouge parsèment l'île donnant de précieux indices aux joueurs les rencontrant. De plus, un corbeau du nom de Hugin apparaîtra aux côtés du joueur dans les moments forts de sa progression afin de délivrer d'importantes informations pour la suite de sa partie. Le monde possède aussi de nombreux donjons pouvant être explorés. Ceux-ci sont plongés dans l'obscurité et habités par des créatures hostiles.

#### Créatures
De nombreuses créatures peuplent le monde du Valheim. Celles-ci se distinguent en deux catégories : hostiles et passives. Les créatures passives sont principalement des animaux pouvant être chassés, comme les biches, les oiseaux ou les poissons. Elles ne s'attaqueront pas au joueur.
De l'autre côté se trouvent les créatures hostiles. Certaines d'entre elles sont dites endémiques car n'apparaissant spécifiquement que dans certains biomes. Parmi elles se trouvent des trolls, des squelettes, ou encore des sangsues.
Une caractéristique notable du jeu est que des créatures apparaissent en nombre quand le joueur détruit l'environnement; coupes d'arbres, minage.

## Mises à jour
Le jeu est mis à jour au travers de patches, dont la régularité varie entre une semaine et plusieurs mois. Des mises à jour majeures viennent ponctuer sa durée de vie, avec l'ajout de nouvelles créatures, d'objets et même de biomes.
Les sorties de ces mises à jour majeures sont précédées de phases dites de "public testing" de plusieurs semaines durant lesquelles les joueurs inscrits peuvent essayer les nouveautés avant leur sortie officielle dans l'objectif de remonter aux développeurs les potentiels problèmes rencontrés.

### Hearth and Home
La mise à jour Hearth and Home est la première mise à jour majeure du jeu, parue le 16 septembre 2021. Les ajouts concernent principalement des optimisations, de l'équilibrage, ainsi que des objets cosmétiques et de construction.

### Mistlands
Les Mistlands sont la seconde mise à jour majeure de Valheim. Rendue disponible à partir du 6 décembre 2022, cette version marque pour la première fois dans le jeu l'ajout d'un nouveau biome, d'un nouveau boss, de nouvelles créatures, ainsi que de nombreuses fonctionnalités.

### Ashlands
Les Ashlands sont une nouvelle mise à jour majeure du jeu, sortie le 14 mai 2024. Parmi les nombreux ajouts, il y a, entre autres, un nouveau biome, de nouveaux événements, trois ensembles d'armure ainsi qu'une dizaine de créatures, une trentaine d'armes et de matériaux d'artisanat, et de nombreux matériaux constructibles.

### The Bog Witch
La mise à jour The Bog Witch implémente notamment la sorcière des marais, une commerçante aux marchandises onéreuses mais rares, dont le repaire se trouve dans les marais.

## Accueil
Le jeu reçoit un accueil critique très favorable lors de sa sortie en accès anticipé. Il rassemble 96% d'évaluations positives parmi plus de 89 000 avis sur la plateforme Steam en date du 25 février 2021. Ce score le classe alors 57ème des jeux les plus appréciés de la plateforme.
Dans les treize jours suivant sa sortie, Valheim s'était vendu à plus de 2 millions d'exemplaires. Au 19 février 2021, 3 millions d'exemplaires ont été vendus,,. Le 24 février 2021, le jeu dépasse les 4 millions d'exemplaires vendus,,. Au 3 mars 2021, 5 millions d'exemplaires ont été vendus. Le jeu atteint les 6 millions de ventes au 19 mars 2021 et 6,8 millions exemplaires mi mai. En juin 2022, Valheim dépasse les 10 millions d'exemplaires vendus et Iron Gate annonce sa sortie sur Xbox en 2023. En septembre 2023, Valheim dépasse la barre des 12 millions d'exemplaires vendus.